# Streetman (Teksas)
Streetman je gradić u američkoj saveznoj državi Teksas. Prema popisu stanovništva iz 2010. u njemu je živjelo 247 stanovnika.